# Waregem
Waregem je belgické město ležící ve Vlámském regionu v provincii Západní Flandry.

## Obyvatelstvo
Město má přibližně 36 306 obyvatel (2010).

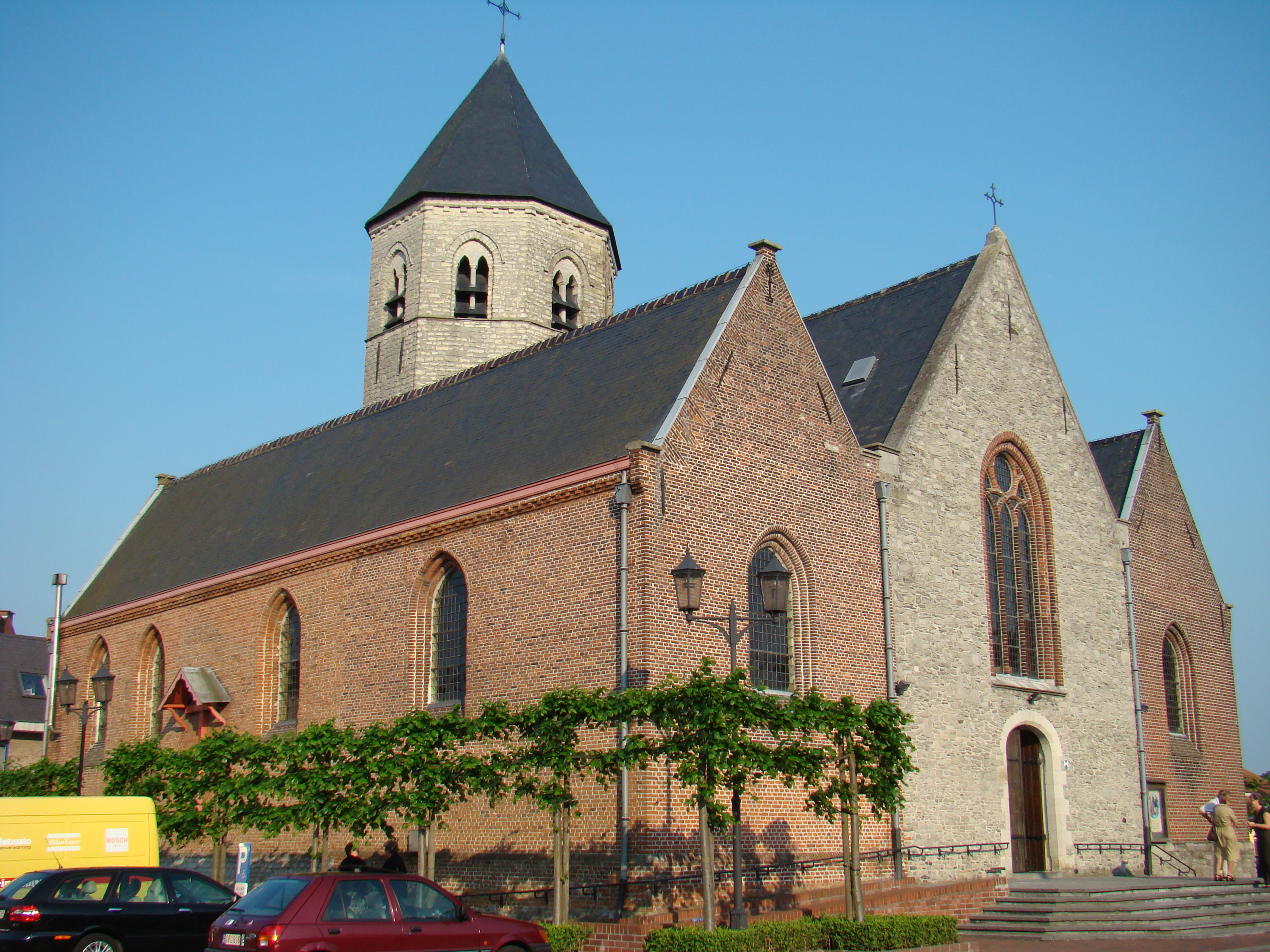
Kostel v městské části Sint-Eloois-Vijve

## Městské části
Od 1. ledna 1977 město Waregem sestává z těchto částí (bývalých obcí):
- Waregem
- Beveren
- Desselgem
- Sint-Eloois-Vijve

## Partnerská města
- Ngarama, Rwanda
- Szekszárd, Maďarsko
- Jerez, Španělsko
- Pardubice, Česko
- Golegã, Portugalsko